# Jimmy Hoffa
James Riddle "Jimmy" Hoffa, född 14 februari 1913 i Brazil, Indiana, försvunnen 30 juli 1975 (sågs senast i Bloomfield Hills, Michigan), dödförklarad i sin frånvaro 30 juli 1982, var en amerikansk fackföreningsledare.

## Biografi

### Bakgrund
Jimmy Hoffas far arbetade som gruvarbetare i en kolgruva och avled i en lungåkomma 1920. Efter faderns död började Hoffas mor ta betalt för att tvätta andras smutstvätt och alla barnen fick hjälpa till efter skolan. Jimmy Hoffa ska senare ha beskrivit sin mor som "en kvinna som var övertygad om att disciplin och plikt skulle stavas med stora bokstäver".
1922 flyttade familjen Hoffa till Clinton, Indiana, där de bodde i två år. Efter det flyttade de till en lägenhet på Merritt Street i arbetarklassens Detroit. Jimmy blev ofta retad för att vara en "lantis" men löste det med att visa knytnävens kraft. 
Efter skolan arbetade Jimmy Hoffa som bud och hoppade slutligen av i nian precis i samband med den stora börskraschen.
En god vän till honom, Walter Murphy, gav honom rådet att ge sig in i matbranschen med argumentet "Vad som än händer kommer folk att alltid behöva äta". Jimmy lyckades få en plats på Kroger Grocery and Baking Company vars lager låg bara några kvarter från lägenheten där han bodde. För att få platsen ljög han om sin ålder. Arbetet bestod av att lasta av tågvagnar och gav 32 cent i timmen. Lönen ansågs vara bra under de alltjämt sämre förhållandena. Många gick arbetslösa och att ha ett arbete var i det närmaste ett privilegium. Men självklart fanns det även nackdelar; alla anställda var tvungna att inställa sig klockan halv fem på morgonen för ett tolv timmar långt skift under vilket de bara fick betalt för den tid de faktiskt lastade av tågvagnarna. Resten av tiden fick de inte lämna lagret utan sitta och vänta utan att få betalt.

### Tidig facklig aktivitet
Som om detta inte var nog, var chefen en riktig knöl. Han gick under smeknamnet "Little Bastard" och hade förmodligen gjort sig mer än förtjänt av det. Hoffa sa en gång att "han är en sådan man som lägger grunden för en fackförening". Hoffa och hans arbetskamrater, däribland Bobby Holms (som tillsammans med Hoffa skulle komma att stiga högt inom Teamsters), bidade sin tid. Det faktum att en tredjedel av den amerikanska befolkningen var arbetslös gjorde dem försiktiga. En kväll under våren 1931, efter att två anställda fått sparken utlyste Hoffa arbetsstopp just som en hel last med söta, fruktiga jordgubbar från Florida kom in i lagerlokalen.
Eftersom jordgubbarna behövde ställas in i kylrum så snabbt som möjligt för att inte förstöras gick Krogers ledning med på att träffa de nya ledarna följande morgon, bara arbetet fortsatte. Efter flera dagars förhandlingar hade Hoffa och de andra ledarna fått ett fackföreningskontrakt. Det inkluderade en lönehöjning med 13 cent, en garanti för minst en halv dags lön per arbetad dag, en blygsam kollektiv försäkring och självklart fackföreningens erkännande. Snart ansökte och fick ledarna rättigheter som Federal Local 19341 of the American Federation of Labor.
Hoffa blev sparkad följande år efter att ha blivit driven av en förman att välta ut en låda med grönsaker på golvet samt att spraya chefen med diverse grönsaksjuicer. Jimmy sa senare att han sagt upp sig innan han hann få sparken och gått därifrån.
Hoffa lyckades sedan få ett heltidsjobb som organisatör för IBT (International Brotherhood of Teamsters). Med sig in i den nya organisationen tog han Kroger-fackföreningen som blev en del av "Local 299".
Under sina första, tidiga år som organisatör besökte Hoffa lastkajer och liknande runt om Detroit. Han värvade även bryggeri- och apoteksanställda, packare och återförsäljare.

### Ledare för Teamsters
Hoffa var en kontroversiell och mäktig förgrundsfigur för fackföreningen Teamsters Union från 1957 till 1971. Efter att ofta ha anklagats för att ha kopplingar till den organiserade brottsligheten och den undre världen dömdes slutligen Hoffa till fängelse för manipulering av en jury och bedrägeri. Han avtjänade sitt straff fram till att president Richard Nixon ändrade hans straff efter fyra år.

### Försvinnande och dödförklaring
Den 30 juli 1975, medan Jimmy Hoffa försökte återfå sin makt inom fackföreningen, försvann han mystiskt på parkeringen till restaurangen Machus Red Fox i Bloomfield Hills, en förstad till Detroit i Michigan. Det har i allmänhet antagits att han mördades av maffian och vid försvinnandet var han på väg till ett möte med Anthony Giacalone (1919-2001), en capo i Detroit-maffian. Hoffas kropp återfanns aldrig och 1982 förklarades han officiellt död. 
Flera personer har erkänt eller kopplats till försvinnandet och ett eventuellt mord. I september 2001 kom medieuppgifter om att FBI hade lyckats knyta Hoffas DNA till bakluckan i en bil som ska ha körts av hans kollega (och adopterade son) Charles O’Brien samma dag som Hoffa försvann.
År 2003 kom en biografi om Hoffas vän Frank Sheeran ut, som uppgav att han erkänt mordet innan sin död. Han hade sagt att utförde på uppdrag av maffialedaren Russell Bufalino, efter att Hoffa hotat avslöja maffians affärer med Teamsters Union under Frank Fitzsimmons styre. Sheeran uppgav att han sköt Hoffa varpå andra personer transporterade bort och kremerade kroppen. Boken filmatiserades av Martin Scorcese och fick titeln The Irishman.